# Peng Dehuaj
Peng Dehuaj (kitajsko: 彭德懷; pinjin: Peng Dehuai), kitajski general, * 24. oktober 1898, Šinšjang, Šjangtan, Hunan, Dinastija Čing, † 29. november 1974, Peking, Ljudska republika Kitajska.
Peng Dehuaj je bil med letoma 1954 in 1959 minister za obrambo Ljudske republike Kitajske.